# Saint-Aignan-des-Noyers
Saint-Aignan-des-Noyers ist eine französische Gemeinde mit 74 Einwohnern (Stand: 1. Januar 2022) im Département Cher in der Region Centre-Val de Loire; sie gehört zum Arrondissement Saint-Amand-Montrond und zum Kanton Dun-sur-Auron. 

## Geografie
Saint-Aignan-des-Noyers liegt etwa 50 Kilometer südöstlich von Bourges. Umgeben wird Saint-Aignan-des-Noyers von den Nachbargemeinden Neuilly-en-Dun im Nordwesten und Norden, Augy-sur-Aubois im Nordosten und Osten, Lurcy-Lévis im Osten und Südosten, Valigny im Süden sowie Bessais-le-Fromental im Westen.

## Bevölkerungsentwicklung
| Jahr                       | 1962 | 1968 | 1975 | 1982 | 1990 | 1999 | 2006 | 2019 |
| Einwohner                  | 133  | 128  | 139  | 110  | 84   | 79   | 96   | 82   |
| Quellen: Cassini und INSEE |      |      |      |      |      |      |      |      |

## Sehenswürdigkeiten

Kirche Saint-Aignan

- Kirche Saint-Aignan